# Diego Conde
Pour les articles homonymes, voir Conde.
Conde  Alcolado est un nom espagnol. Le premier nom de famille, en général paternel, est Conde ; le second, en général maternel, souvent omis, est Alcolado.
Diego José Conde Alcolado, né le 28 octobre 1998 à Madrid, est un footballeur espagnol qui évolue au poste de gardien de but au Villarreal CF.

## Biographie

### Carrière en club
Né à Madrid, Conde intègre le centre de formation de l’Atlético Madrid en 2007. Promu en équipe réserve pour la saison 2017-2018, il fait ses débuts senior le 19 novembre 2017, titularisé lors d’une défaite 3-0 à l’extérieur contre le Deportivo Fabril en Segunda División B. Après une saison en tant que remplaçant, il prolonge son contrat jusqu’en 2021 le 1er juillet 2018, puis est prêté ce même été au CDA Navalcarnero, également en troisième division. À son retour, il réintègre l’équipe B de l'Atletico.
Le 28 août 2020, Conde est de nouveau prêté pour une saison, cette fois au CD Leganés, en Segunda División. Il dispute son premier match professionnel le 20 septembre, titularisé lors d’une défaite 2-1 à l’extérieur contre le CD Lugo.
En juillet 2021, il rejoint le Getafe CF, en Liga, d’abord troisième gardien derrière Rubén Yáñez et David Soria. Il découvre l’élite le 4 février 2022, remplaçant Soria en fin de match lors d’une victoire 3-0 à domicile face à Levante.
De nouveau troisième gardien derrière Soria et Kiko Casilla durant la saison 2022-2023, il retourne au CD Leganés le 16 juin 2023 et s’engage pour deux ans. Titulaire régulier, il remporte le Trophée Zamora en encaissant seulement 27 buts sur toute la saison, contribuant à la montée de son équipe en tant que championne de deuxième division.
Le 2 juillet 2024, Conde signe un contrat de cinq ans avec le Villarreal CF, en première division.

### En sélection
Conde participe en 2016 à un rassemblement de l'équipe d'Espagne des moins de 19 ans.

## Statistiques

### En club
| Saison                | Club                    | Championnat           | Championnat | Championnat | Coupe(s) nationale(s) | Coupe(s) nationale(s) | Compétition(s) continentale(s) | Compétition(s) continentale(s) | Compétition(s) continentale(s) | Total | Total |
| Saison                | Club                    | Division              | M.          | B.          | M.                    | B.                    | Comp.                          | M.                             | B.                             | M.    | B.    |
| 2017-2018             | Atlético de Madrid rés. | Segunda División B    | 4           | 0           | -                     | -                     | -                              | -                              | -                              | 4     | 0     |
| 2019-2020             | Atlético de Madrid rés. | Segunda División B    | 15          | 0           | -                     | -                     | -                              | -                              | -                              | 15    | 0     |
| Sous-total            | Sous-total              | Sous-total            | 19          | 0           | -                     | -                     | -                              | -                              | -                              | 19    | 0     |
| 2018-2019             | CDA Navalcarnero (prêt) | Segunda División B    | 23          | 0           | 0                     | 0                     | -                              | -                              | -                              | 23    | 0     |
| 2020-2021             | CD Leganés (prêt)       | Segunda División      | 3           | 0           | 0                     | 0                     | -                              | -                              | -                              | 3     | 0     |
| 2021-2022             | Getafe CF               | La Liga               | 1           | 0           | 0                     | 0                     | -                              | -                              | -                              | 1     | 0     |
| 2022-2023             | Getafe CF               | La Liga               | 0           | 0           | 0                     | 0                     | -                              | -                              | -                              | 0     | 0     |
| Sous-total            | Sous-total              | Sous-total            | 1           | 0           | 0                     | 0                     | -                              | -                              | -                              | 1     | 0     |
| 2023-2024             | CD Leganés              | Segunda División      | 40          | 0           | 0                     | 0                     | -                              | -                              | -                              | 40    | 0     |
| 2024-2025             | Villarreal CF           | La Liga               | 21          | 0           | 0                     | 0                     | -                              | -                              | -                              | 21    | 0     |
| Total sur la carrière | Total sur la carrière   | Total sur la carrière | 107         | 0           | 0                     | 0                     | -                              | -                              | -                              | 107   | 0     |

## Palmarès
CD Leganés
- Champion de Segunda División en 2023-2024

### Distinctions individuelles
- Trophée Zamora de Segunda División : 2023-2024[8]
- Arrêt du mois La Liga : août 2024[13], novembre 2024[14]